# ليونارد ستيفنز
ليونارد ستيفنز (بالإنجليزية: Leonard Stephens)‏ هو لاعب كرة قدم أمريكية أمريكي، ولد في 9 يوليو 1978 في ميامي في الولايات المتحدة.

## وصلات خارجية
- ليونارد ستيفنز على موقع مرجع كرة القدم المحترفة.كوم (الإنجليزية)